# Heredad
Una heredad (del latín hereditas, "acción y efecto de heredar", "herencia"), en la Edad Media, era una unidad de tierras y parcelas que forman la explotación agrícola que cultivaba una familia de campesinos.
La heredad comprendía la vivienda familiar así como los graneros, almacenes, corrales, huertos, tierras de labranza y derechos de uso comunal. El trabajo en la heredad se hacía independientemente de que fueran los campesinos propietarios o no de la misma. Los campesinos castellanos de los siglos IX y X cultivaban y transmitían sus heredades por herencia, lo que hacía que las parcelas fueran cada vez más pequeñas y rara vez agrupadas.
Los bienes de la nobleza castellana por lo general no eran feudos (prestimonios) sino heredades. Sus señoríos tampoco solían ser feudos.
Los señores reforzaron su poder señorial con la prohibición de que las heredades pasaran de una forma señorial a otra, o mediante un sistema que obligaba al campesino que quería vender sus tierras a otro podría hacerse siempre que las relaciones de dependencia con el señor fuesen las mismas.
Posteriormente, el solar como elemento nuclear que determina la dependencia señorial, es decir la constitución de los campesinos como solariegos irá sustituyendo a la heredad castellana.